# Ecuadorianische Fußballnationalmannschaft (U-17-Junioren)
Die ecuadorianische U-17-Fußballnationalmannschaft ist eine Auswahlmannschaft ecuadorianische Fußballspieler. Sie unterliegt der Federación Ecuatoriana de Fútbol und repräsentiert sie international auf U-17-Ebene, etwa in Freundschaftsspielen gegen die Auswahlmannschaften anderer nationaler Verbände, bei U-17-Südamerikameisterschaft und U-17-Weltmeisterschaften.
Bislang nahm die Mannschaften an drei Weltmeisterschaften teil. Nachdem sie 1987 in der Vorrunde ausgeschieden war, erreichte sie 1995 im eigenen Land das Viertelfinale, das sie gegen Argentinien verlor. 2011 schied sie im Achtelfinale gegen Brasilien aus.
Bei Südamerikameisterschaften erreichte sie viermal den dritten Platz (1985, 1986, 2005 und 2015) sowie einmal (2011) den vierten Platz.

## Teilnahme an U-17-Weltmeisterschaften
(Bis 1989 U-16-Weltmeisterschaft)
| 1985 | nicht qualifiziert |
| 1987 | Vorrunde           |
| 1989 | nicht qualifiziert |
| 1991 | nicht qualifiziert |
| 1993 | nicht qualifiziert |
| 1995 | Viertelfinale      |
| 1997 | nicht qualifiziert |
| 1999 | nicht qualifiziert |
| 2001 | nicht qualifiziert |
| 2003 | nicht qualifiziert |
| 2005 | nicht qualifiziert |
| 2007 | nicht qualifiziert |
| 2009 | nicht qualifiziert |
| 2011 | Achtelfinale       |
| 2013 | nicht qualifiziert |
| 2015 | Viertelfinale      |
| 2017 | nicht qualifiziert |
| 2019 | Achtelfinale       |
| 2023 | Achtelfinale       |

## Teilnahme an U-17-Südamerikameisterschaft
(Bis 1988 U-16-Südamerikameisterschaft)
| 1985 | 3. Platz           |
| 1986 | 3. Platz           |
| 1988 | Vorrunde           |
| 1991 | Vorrunde           |
| 1993 | Vorrunde           |
| 1995 | nicht teilgenommen |
| 1997 | Vorrunde           |
| 1999 | Vorrunde           |
| 2001 | Vorrunde           |
| 2003 | Vorrunde           |
| 2005 | 3. Platz           |
| 2007 | 6. Platz           |
| 2009 | 6. Platz           |
| 2011 | 4. Platz           |
| 2013 | Vorrunde           |
| 2015 | 3. Platz           |
| 2017 | 6. Platz           |
| 2019 | 4. Platz           |
| 2023 | 2. Platz           |